# Russ Grimm
Russell Scott Grimm (nacido el 2 de mayo de 1959 in Scottdale, Pensilvania) es un exjugador de fútbol americano y exentrenador de fútbol americano ya retirado. Como jugador estuvo en la posición de offensive guard de fútbol americano, Pro Bowl de los Washington Redskins de la NFL. Grimm jugó 11 campañas con Washington, ganando tres Super Bowls y fue seleccionado como titular en el Equipo de la Década de los años 1980. Fue asistente de entrenador en jefe y entrenador de línea ofensiva con los Arizona Cardinals desde 2007 hasta 2009.
Grimm es presentado en el videojuego All-Pro Football 2K8.

## Carrera como universitario
En la preparatoria, Grimm jugó como punter, quarterback y linebacker en la escuela Southmoreland High School, ganando nueve cartas de equipos universitarios mientras jugaba también baloncesto (Grimm fue seleccionado al Salón de la Fama del Western Pennsylvania Sports).
Jugó como centro All-America con los Pittsburgh Panthers de 1977 a 1980.

## Carrera como jugador profesional en la NFL
Fue seleccionado como la 69.ª selección global en la 3ª ronda por Washington en el draft de 1981. Junto con Jeff Bostic, Mark May, George Starke y Joe Jacoby, Russ Grimm fue miembro fundador de la famosa línea ofensiva de los Redskins de la década de los años 1980 y principio de los años 1990 conocida como The Hogs, y fue un puntal de los años de gloria de los Redskins durante la primera era de Joe Gibbs.
Durante sus 11 campañas como guardia titular de Washington, Russ Grimm ayudó a dirigir a su equipo a 4 juegos de Super Bowl, ganando 3 de ellos, (el Super Bowl XVII en 1983, el Super Bowl XXII en 1988 y el Super Bowl XXVI en 1992). En el camino, Grimm fue seleccionado a 4 Pro Bowls consecutivos (de 1983 a 1986). Fue nombrado como All-Pro en cada uno de esos años.
Según Mark May, compañero de equipo de Grimm tanto en Pittsburgh como con los Redskins, nadie vivía el personaje "Cerdo" más que Grimm: "Fue un trabajador rígido y orgulloso de ello". El periodista Paul Attner en un artículo del Washington Post de 1983 describió a Grimm de la siguiente manera: "Grimm no lee informes de bolsa. No usa corbatas. No anhela ser un conglomerado empresarial. Está cómodo con seis cervezas y una caña de pescar".
May en sus memorias escritas en 2005, recuerda una fiesta navideña en su casa en 1982:

"Hice una fiesta de navidad en mi casa en 1982. El sótano no estaba terminado, así que la fiesta era estrictamente en el primer piso. Sin embargo, congelé un barril de cerveza y lo coloqué en el suelo entre el primer piso y el sótano. Russ convirtió el suelo en su sede de la tarde. Agarró una silla y un vasito "Cerdo" (una jarra de 1.5 litros) y estacionó su trasero en el suelo donde estaba el barril. Excepto por algún viaje ocasional al baño, no vimos a Russ en el primer piso en toda la noche. No trataba de ser antisocial. En realidad Russ me dijo que había ideado una estrategia perfecta para socializar:

"El barril está en el suelo. Tarde o temprano todas las personas que están en la fiesta vendrán por cerveza. ¿Que mejor lugar para conocer y saludar a la gente?."

Perfecta lógica "Cerdo".

Grimm se retiró al finalizar la campaña de 1991. Fue candidato semifinalista para el Salón de la Fama en 2004 y finalista en 2005, 2006, 2007 y 2008. Finalmente fue seleccionado al Salón de la Fama del Fútbol Americano Profesional en 2010.

## Carrera como entrenador en la NFL
Después de retirarse como jugador, Grimm regresó a Washington como entrenador de alas cerradas de 1992 a 1996, y como entrenador de línea ofensiva de 1997 a 2000, durante este tiempo fue fundamental en el desarrollo de los tackles Chris Samuels y Jon Jansen. Tras estar con Washington, Grimm se unió a los Acereros de Pittsburgh como entrenador de línea ofensiva en septiembre de 2000. En 2004 fue promovido a asistente de entrenador en jefe.
En 2004, después de que los Chicago Bears despidieron a Dick Jauron, los Bears consideraron a Grimm como un serio candidato a ser entrenador en jefe. Finalmente contrataron al entonces coordinador defensivo de los St. Louis Rams, Lovie Smith.
En 2005, Grimm agregó otro Anillo de Super Bowl (4 en total) a su curriculum como parte del personal de entrenadores de Pittsburgh (entrenador de línea ofensiva). Con la guía de Grimm en 2005, los Steelers promediaron cerca de 140 yardas por tierra por juego durante la temporada regular, quedando en el 5º lugar de toda la liga en yardas por juego terrestre esa campaña, llegando al Super Bowl XL para despedazar a Seattle por tierra, corriendo 181 yardas. En 2006 la línea ofensiva de los Acereros pavimentó el camino para que Willie Parker consiguiera 1,494 yardas y 13 touchdowns en 337 acarreos con un promedio de 4.4 por acarreo para llegar a su primer Pro Bowl. La ofensiva de Pittsburgh finalizó la campaña de 2006 con el 10º mejor ataque terrestre en la NFL, ayudando a tener a la 7ª mejor ofensiva en la liga. 
El 5 de enero de 2007, Bill Cowher renunció como entrenador en jefe de Pittsburgh. Art Rooney II después anunció a Russ Grimm como uno de los principales candidatos para el puesto vacante. El 15 de enero de 2007, fue nombrado finalista junto con Ken Whisenhunt y Mike Tomlin. Finalmente Pittsburgh contrató a Tomlin. Poco tiempo después, Grimm fue contratado por Arizona como asistente de entrenador en jefe y entrenador de la línea ofensiva. Actualmente (2008) en Arizona, trabaja para Ken Whisenhunt, ambos trabajaron bajo las órdenes de Bill Cowher en Pittsburgh. 
En su primera campaña con Arizona, su línea ofensiva sólo permitió 24 capturas de quarterback, finalizando como la 6ª mejor en la liga en la NFL y permitiendo la menor cantidad de capturas de quarterback de los Cardenales desde las 22 capturas de 1978. La línea ofensiva de Grimm le abrió espacios en el campo de juego a Edgerrin James para ganar 1,222 yardas por tierra, la 5ª mejor marca en la historia de Arizona y con la protección que la misma línea le proporcionó a Kurt Warner, los Cardenales lograron terminar con el 5º mejor ataque por aire de la NFL, consiguiendo 32 touchdowns (récord de la franquicia).

## Vida familiar
Tiene cuatro hijos, Chad, Cody, y los gemelos fraternos Devin y Dylan. Todos ellos asisten a la escuela Oakton High School en el Condado de Fairfax, Virginia. Su hermano menor, Donn, fue el linebacker titular del equipo de Notre Dame cuando lograron el Campeonato Nacional en 1988 y jugó con los Cardenales como agente libre novato en 1991.